# Parafia Matki Bożej Nieustającej Pomocy w Nienadowej Dolnej
Parafia Matki Bożej Nieustającej Pomocy w Nienadowej – parafia rzymskokatolicka znajdująca się w archidiecezji przemyskiej, w dekanacie Dubiecko. 

## Historia
W 1930 roku podjęto decyzję o budowie kościoła w Nienadowej. W 1931 roku rozpoczęto budowę murowanego kościoła, według projektu arch. inż. Mariana Nikodemowicza, ale wykonano tylko fundamenty.
W 1984 roku podjęto decyzję o kontynuowaniu budowy, a w 1988 roku arch. dr inż. Józef Bogacz wykonał ekspertyzę techniczną fundamentów i aktualizację projektu. W 1989 roku bp Stefan Moskwa wmurował kamień węgielny. 31 lipca 1994 roku abp Józef Michalik poświęcił nowy kościół filialny pw. Matki Bożej Nieustającej Pomocy. 
10 sierpnia 1998 roku dekretem apa Józefa Michalika została erygowana parafia, z wydzielonego terytorium parafii Dubiecko. 26 października 2000 roku poświęcono nową plebanię. 19 października 2013 roku abp Józef Michalik dokonał konsekracji kościoła. 
Na terenie parafii jest 1140 wiernych mieszkających w Nienadowej Dolnej (numery 1-105 i od numeru 326 do stacji benzynowej „Orlen”).
Proboszczowie parafii:
1998– nadal ks. Franciszek Partyka.